# 篠原麻李
篠原 麻李（しのはら まり、1983年11月19日 - ）は、日本の女性声優。愛知県名古屋市出身の岡山県育ち。
身長151cm。以前はオフィス薫を経てベストポジションに所属していた。

## 略歴
- 2006年3月 - ボイスアカデミー岡山卒業。
- 2008年4月 - 映像テクノアカデミア卒業。
- 2010年11月末 - オフィス薫退所[2]。
- 2011年1月 - ベストポジション所属[3]。
- 2017年4月-フリーランス

## 出演作品

### テレビアニメ
- クッキンアイドル アイ!マイ!まいん!（満五郎、うなぎ娘）
- 地獄少女 三鼎（女生徒、主婦）
- 名探偵コナン（女子空手部生徒 #566話）

### ゲーム
- ＫＡＲＯＳ ＯＮＬＩＮＥ
- 幻想戦姫（奇稲田姫、おつう、窮奇、白嫦娥、ヴィシュヌ）
- X・A・O・C 〜ザオック〜（ニャン侠）
- 忍務遂行（銀狼[4]）
- 碧空のグレイス
- 放置少女（郭嘉、孫策 蔡文姫、馬超）

### ドラマCD
- サナリカおはなしCD ふたつめ（生徒Ｂ）
- バカとテストと召喚獣 vo0.2（女生徒）
- バブンチョフ ～おでと月のおさとう～ （竹取カグヤ）

### ケイタイドラマ
- 「イケない課外授業」（エキストラ）

### ラジオ
- トワイライトアベニュー767 金曜日（2012年2月3日ゲスト出演）

### WEB番組
- 智一&璐美のラジオ腐りかけ!（2007年4月第29回から出演）
- バブ屋のインターネットラジオ『バブオ』第61号～第64号

### CM
- パチンコ・オータグループ 「オータ隕石編」